# Coenraad Hiebendaal
Coenraad Christiaan Hiebendaal (Gorcum, 10 de abril de 1879-Ámsterdam, 3 de junio de 1921) fue un deportista neerlandés que compitió en remo. Participó en los Juegos Olímpicos de París 1900, obteniendo una medalla de plata en la prueba de cuatro con timonel.

## Palmarés internacional
| Juegos Olímpicos | Juegos Olímpicos | Juegos Olímpicos | Juegos Olímpicos   |
| Año              | Lugar            | Medalla          | Prueba             |
| ---------------- | ---------------- | ---------------- | ------------------ |
| 1900             | París (Francia)  | Medalla de plata | Cuatro con timonel |